# Mormonia curvata
Mormonia curvata là một loài bướm đêm trong họ Noctuidae.